# Varès
Varès är en kommun i departementet Lot-et-Garonne i regionen Nouvelle-Aquitaine i sydvästra Frankrike. Kommunen ligger i kantonen Tonneins som tillhör arrondissementet Marmande. År 2022 hade Varès 658 invånare.

## Befolkningsutveckling
Antalet invånare i kommunen Varès
| Referens: INSEE |